# Лумбовский
Лумбовский — остров на выходе из Лумбовского залива Белого моря, в 1 км от Терского берега Кольского полуострова. Длина острова 3 км, ширина 2 км. Поверхность — холмистое болотистое плато, высотой до 54 м (гора на юго-западе острова). Тундровая растительность. На острове находятся два небольших озера. В северо-западной части острова находится рыбацкая изба. Остров изображен на голландской карте Иоганна ван Кёлена 1682 года.